# 소흘도서관
포천시립소흘도서관은 경기도 포천시 소재의 시립 도서관이다.

## 연혁
- 2010년 1월 5일 개관.

## 이용 안내
이용 시간
- 어린이책나라: 평일 09:00 ~ 20:00 / 주말 및 공휴일 09:00 ~ 18:00
- 종합자료실: 평일 09:00 ~ 22:00 / 주말 및 공휴일 09:00 ~ 18:00
- 디지털자료실: 평일 09:00 ~ 22:00 / 주말 및 공휴일 09:00 ~ 18:00
- 학습실: 평일 09:00 ~ 24:00 / 주말 및 공휴일 09:00 ~ 24:00(동절기 09:00~23:00)

휴관일
- 매월 마지막주 월요일
- 관공서에서 지정한 공휴일